# معتادان گمنام

نامواره انجمن معتادان گمنام، لوگوی این نامواره تاکنون چندین بار تغییر شکل و رنگ داده اما همچنان مخفف NA وسط نشان به وضوح دیده می شود. "NA" مخفف معتادان گمنام به زبان انگلیسی است.

معتادان گمنام (به انگلیسی: NA, Narcotics Anonymous)، یک انجمن بین‌المللی غیرانتفاعی از زنان و مردانی است که اعتیاد به مواد مخدر مشکل اصلی زندگی‌شان بوده‌است. این انجمن متشکل از معتادان در حال بهبودی یا بهبودیافته‌ای است که به‌طور مرتب گرد هم می‌آیند تا به کمک هم پاکی خود (از هر نوعی از مواد مخدر) را حفظ کنند. تاکنون چندین انجمن بین المللی غیرانتفاعی همانند NA  برای اعتیاد به مواد دیگر قبل یا پس از آن تشکیل شده است. معتادان گمنام یک برنامه بهبودی بر اساس اصول انجمن الکلی‌های گمنام است که در سال ۱۹۵۳ مجوز استفاده از ۱۲ قدم و ۱۲ سنتAA را دریافت نموده است. 
معتادان گمنام،  پس از گذشت ۲۰ سال از زمان تأسیس انجمن الکلی‌های گمنام که مشکل خود را اعتیاد به مصرف الکل می‌دانستند، تشکیل شد تا معتادان به مواد مخدر در جلسات با بقیه اعضاء احساس همدلی بیشتری پیدا کنند که به علت معضل مهم اجتماعی اعتیاد به موادمخدر نوعی اپیدمی اعتیاد به موادمخدر به وجود آمده بود و در پی آن انجمن معتادان گمنام یا NA تأسیس شد.
اساس و زیربنای همه برنامه‌های ۱۲ قدمی در اصل همان برنامه ۱۲ قدم الکلی‌های گمنام است. تنها تفاوت مهم بین این انجمن‌ها در قدم اول و دوازدهم قرار دارد. در این دو قدم از اعضای انجمن خواسته می‌شود تا مشکل اصلی خود را مشخص و اعلام کنند و انجمن این دو قدم را به گونه‌ای تنظیم و تدوین کرده‌است که با مادهٔ مخدر یا رفتار ویرانگری که فرد معتاد از آن در عذاب است مطابقت داشته باشد. قدم اول NA به مادهٔ مصرفی خاصی اشاره نکرده و درعوض از واژه اعتیاد استفاده می‌کند تا عجز ما را در مقابل اعتیاد و نه یک مادهٔ مصرفی خاص تأکید کند. اما اعمال و اصولی که لازم است تا ما برای بهبودی انجام دهیم در کلیهٔ برنامه‌های ۱۲ قدمی یکسان هستند. علاوه بر این، همهٔ برنامه‌های ۱۲ قدمی از رهنمودهای کلی، به نام سُنَّت‌های دوازده‌گانه، جلسات انجمن و ساختار خدماتی انجمن الکلی‌های گمنام اقتباس گرفته‌اند.

## ویژگی‌ها
معتادان گمنام هیچ گونه روش یا نظری برای ترک جسمی مواد مخدر از بدن اعضاء ندارد، واینکه هیچ ارتباطی با کلینیک‌ها، مراکز ترک اعتیاد، کمپ‌ها، و مراکز بازپروری معتادان ندارد، تنها جهت معرفی برنامه بهبودی خود ممکن است در این مراکز اقدام به پیام رسانی کند، معتادان گمنام تشکیل شده از تعدادی معتاد در حال بهبودی می‌باشند که تجربه ساده‌ای از به‌کارگیری اصول ۱۲ گانه را برای هم به اشتراک می‌گذارند،
اعضای این انجمن به عنوان معتاد، ویژگی مشترک خود را بیماری به نام اعتیاد می‌دانند. اعتیاد به هرگونه ماده‌ای که احساسات و افکار آنان را از حالت طبیعی بیرون آورد؛ که دارای وسوسه فکری بی پایان و انجام غیرارادی به وسوسه می‌باشد،
معتادان گمنام باور دارند که چاره رهایی از اعتیاد، ماهیتی روحانی دارد، اگرچه انجمن خود را یک سازمان مذهبی نمی‌دانند اما اعضای آن در سراسر دنیا به مذاهب مختلفی گرایش دارند و این جمله که «انجمن معتادان گمنام مذهبی نیست» در اصل بدین معناست که هر کس از هر مذهبی می‌تواند در آن عضو شود و مربوط به مذهب خاصی نیست. درضمن درک هر عضوی از نیروی برتر و خداوند به خود شخص مربوط است،
برای پیوستن به معتادان گمنام هیچ شرط و شروطی وجود ندارد. به هیچ سازمانی وابسته نیستند. حق عضویتی دریافت نمی‌کنند، و با هیچ سازمان سیاسی، مذهبی یا انتظامی ارتباطی ندارند. هیچ‌کس تحت نظر نیست و هر کس در صورت تمایل بدون در نظر گرفتن سن، مذهب، نژاد وجنسیت می‌تواند به آنان بپیوندد. معتادان گمنام کاملاً متکی به خود هستند و هیچ‌گونه کمک مالی خارج از انجمن معتادان گمنام پذیرفته نمی‌شود. حتی خود اعضا هم نمی‌توانند کمک مالی غیرعادی و بسیار زیادی ارائه دهند.

### گمنامی
اصل اساسی گمنامی، باعث می‌شود تا معتادان بدون ترس از ممانعت‌های اجتماعی و قانونی، در جلسات، شرکت کنند. گمنامی، اساس روحانی تمام سنت‌های انجمن است و به باور آنان، همیشه یادآور این است که اصول را به شخصیت‌ها ترجیح می‌دهند.
علاوه بر آن گمنامی در سطح انجام خدمات در اولویت می‌باشد. در معتادان گمنام رئیس، معاون و حسابدارو جود ندارد، در معتادان گمنام خدمت گذاران مورد اعتماد برای انجام مسولیت تعریف شده بهمراه شرح وظایف مشخص شده، از طرف گروه‌ها انتخاب می‌شوند که بعد از مدت مشخصی این وظایف به عضوی دیگرکه توسط گروه انتخاب می‌شود منتقل می‌شود، همین‌طور گمنامی در معتادان گمنام به این معنی می‌باشد که کلیه اعضاء این انجمن از عضوی با پاکی ۱ روز تا عضوی با پاکی فراوان از جایگاه یکسان و برابر در انجمن برخوردار
می‌باشند، در معتادان گمنام وجدان گروهی که خود را درقالب هم سویی با سنت‌های دوازده‌گانه نشان می‌دهد که مرجع نهایی در تصمیم‌گیری‌ها گروه‌ها می‌باشد، وهمه اعضاء در تصمیم‌گیری‌های انجمن به انتخاب خود شرکت می‌کنند، درحقیقت گمنامی به اعضاء وگروه‌ها همیشه یادآور این است که اصول را به شخصیت‌ها ترجیح دهند،

## برنامه
قدم‌های دوازده‌گانه معتادان گمنام از پایه‌های اصلی برنامه بهبودی و رهایی معتادان از اعتیاد به مواد مخدر است. در انجمن معتادان گمنام تاکنون بیش از۱/۸ میلیون نفر بهبود یافته‌اند. این برنامه برنامهٔ پرهیز کامل از هرگونه مادهٔ مخدر است. تنها لازمه عضویت در این انجمن تمایل به قطع مصرف مواد مخدر است.
تنها چیز قابل اهمیت برای اعضا این است که فرد مقابل برای حل مشکل خود چه روشی دارد و دیگران چطور می‌توانند به او کمک کنند. معتادان گمنام ادعا می‌کنند که تجربه گروهی‌شان نشان می‌دهد کسانی که به‌طور مرتب در جلسات شرکت می‌کنند، پاک می‌مانند.

## جلسات
معتادان گمنام، دو گونه جلسه را بر اساس برنامه پیش‌بینی شده برگزار می‌کنند. جلسات بسته یا غیرعلنی که ویژه معتادان یا کسانی است که فکر می کنند با موادمخدر مشکل داشته باشند و جلسات باز یا علنی که اعضا هر کسی را که مایل است انجمن را تجربه کند، در جمع خود می‌پذیرند.

### ساختار جلسات
ساختار جلسات NA غیررسمی است و در مکانی که توسط گروه اجاره می‌شود، برگزار می‌گردد و توسط اعضایی که به نوبت جلسه را باز و بسته می‌کنند، رهبری می‌شود. هزینه جلسات و سایر خدمات به‌طور کامل از محل کمک‌های داوطلبانه اعضای معتاد و فروش نشریات بهبودی، تأمین می‌گردد. بیشتر جلسات به‌طور هفتگی و معمولاً در اماکن عمومی برگزار می‌شوند. جلسات اشکال گوناگونی دارند: مشارکت، سخنران، پرسش و تجربه، موضوعی و برخی نیز ترکیبی از موارد بالا می‌باشند اما معمولی‌ترین نوع برگزاری به صورت مشارکتی است یعنی گرداننده جلسه به نوبت به اعضا اجازه می‌دهد بین سه تا پنج دقیقه صحبت کنند.

## روش کار
پایه و اساس انجمن معتادان گمنام، کمک معتادان به یکدیگر برای بهبودی است. اعضا به‌طور مرتب، گرد هم می‌آیند تا دربارهٔ تجربیات‌شان در بهبودی به اشتراک بگذارند. برخورد معتادان گمنام در رابطه با بهبودی و بیماری اعتیاد کاملاً غیر حرفه‌ای می‌باشد وبا درمیان گذاشتن تجربه خود با سایر اعضاء قدم ۱۲ وسنت ۵ به مرحله عمل در می‌آید،
روش اصلی بهبودی در انجمن، باور این برنامه و ارزش درمانی کمک یک معتاد به معتاد دیگر است؛ که اغلب در رابطه راهنما و رهجو شدن خودرا نمایان می‌سازد، راهنما به عضوی گفته می‌شود که  با قدم‌ها و سنت‌های انجمن آشنایی کافی دارد و می‌تواند به عضو دیگری اصول روحانی و تجربه شخصی خودرا در به‌کارگیری قدم‌ها و سنت‌های معتادان گمنام درغالب رابطه راهنما و رهجویی به اشتراک بگذارد، رهجو به عضوی گفته می‌شود که اغلب پاکی کمتری دارد و ممکن است تازه‌وارد جلسات شده باشد، رابطه راهنما و رهجویی بر اساس به اشتراک گذاشتن تجربه به‌کارگیری اصول روحانی و احترام متقابل می‌باشد، اعضا با حرف زدن دربارهٔ تجربیات و بهبودی‌شان از مصرف مواد مخدر، و بیماری اعتیاد در جلسات شرکت می‌کنند.
قدم‌های دوازده‌گانه معتادان گمنام برگرفته از کتاب پایه
1. ما اقرار کردیم که در مقابل اعتیادمان عاجز بودیم وزندگیمان غیرقابل اداره شده بود،
2. مابه این باور رسیدیم که یک نیروی برتر می‌تواند سلامت عقل را به ما بازگرداند.
3. ما تصمیم گرفتیم که اراده و زندگی را به مراقبت خداوند، بدان گونه که او را درک کرده‌ایم، بسپاریم.
4. ما یک ترازنامه اخلاقی بی باکانه و جستجوگرانه از خود تهیه کردیم.
5. ما چگونگی دقیق خطاهایمان را به خداوند، به خود و یک انسان دیگر اقرار کردیم.
6. ما آمادگی کامل پیدا کردیم که خداوند کلیه نواقص شخصیتی ما را برطرف کند.
7. ما با فروتنی از او خواستیم کمبودهای اخلاقی ما را برطرف کند.
8. ما فهرستی از تمام کسانی که به آن‌ها صدمه زده بودیم تهیه کرده و خواستار جبران خسارت از تمام آن‌ها شدیم.
9. ما به‌طور مستقیم در هر جا که امکان داشت از این افراد جبران خسارت کردیم، مگر در مواردی که اجرای این امر به ایشان یا دیگران لطمه بزند.
10. ما به تهیه ترازنامه‌ی شخصی خود ادامه دادیم و هرگاه در اشتباه بودیم سریعًا به آن اقرار کردیم.
11. ما از راه دعا و مراقبه خواهان ارتقاء رابطه آگاهانه خود با خداوند، بدان گونه که او را درک می‌کردیم شده و فقط جویای آگاهی از ارادهٔ او برای خود و قدرت اجرایی اش شدیم.
12. با بیداری روحانی حاصل از برداشتن این قدم‌ها، ما کوشیدیم این پیام را به معتادان برسانیم و این اصول را در تمام امور زندگی خود به اجرا درآوریم،

دعای معتادان  گمنام:
خداوندا؛ آرامشی عطا فرما تا بپذیرم آنچه را که نمی‌توانم تغییر دهم؛ شهامتی که تغییر دهم آنچه را که می‌توانم؛ و دانشی که تفاوت این دو را بدانم.